# 墨脱棘蛙
墨脱棘蛙（学名：Nanorana medogensis）一种于中华人民共和国西藏自治区墨脱县发现的两栖动物，隶属于叉舌蛙科倭蛙属。

## 形态特征
墨脱棘蛙雄蛙体长62～79毫米，雌蛙体长71～114毫米。身体背面皮肤较粗糙，呈橄榄褐色或黄褐色，部分个体背中线两侧和体侧为黄绿色，形成4条黄绿色纵带；腹面皮肤光滑，为肉白色，咽喉部有灰色云斑。